# Червоновільський заказник
Червонові́льський зака́зник — гідрологічний заказник загальнодержавного значення в Україні. Розташований у Звягельському районі Житомирської області, на північ від села Червона Воля. 
Площа 805 га. Статус присвоєно згідно з постановою РМ УРСР від 25.02.1980 року № 132. Перебуває у віданні ДП «Городницьке ЛГ» (Червоновільське лісництво, кв. 1, 2, 3, 5, 6, 7, 12, 13). 
Статус присвоєно для збереження характерної для Полісся ділянки заболоченого соснового лісу, що сформувався на місці осушеного оліготрофного болота. У трав'яно-чагарниковому покритті багно болотне, трапляються пухівка піхвова, журавлина болотна, буяхи. На зниженій ділянці є рідкісні угруповання сфагнуму бурого і сфагнуму червоного, зростає журавлина дрібноплода, занесена до Червоної книги України.